# Мийд (окръг, Южна Дакота)
Вижте пояснителната страница за други значения на Мийд.
Окръг Мийд (на английски: Meade County) е окръг в щата Южна Дакота, Съединени американски щати. Площта му е 9020 km², а населението - 28 018 души (2017). Административен център е град Стърджис.